# Barania Góra
Barania Góra hegycsúcs Lengyelország déli részén, a Sziléziai-Beszkidek második legmagasabb csúcsa. Magassága 1220 méter. Ez Felső-Szilézia legmagasabb pontja. Népszerű a turisták körében, mivel számos látványos természeti képződmény található itt. A hegy nyugati lejtőin ered a Visztula, mely Lengyelország leghosszabb folyója.

## Képek

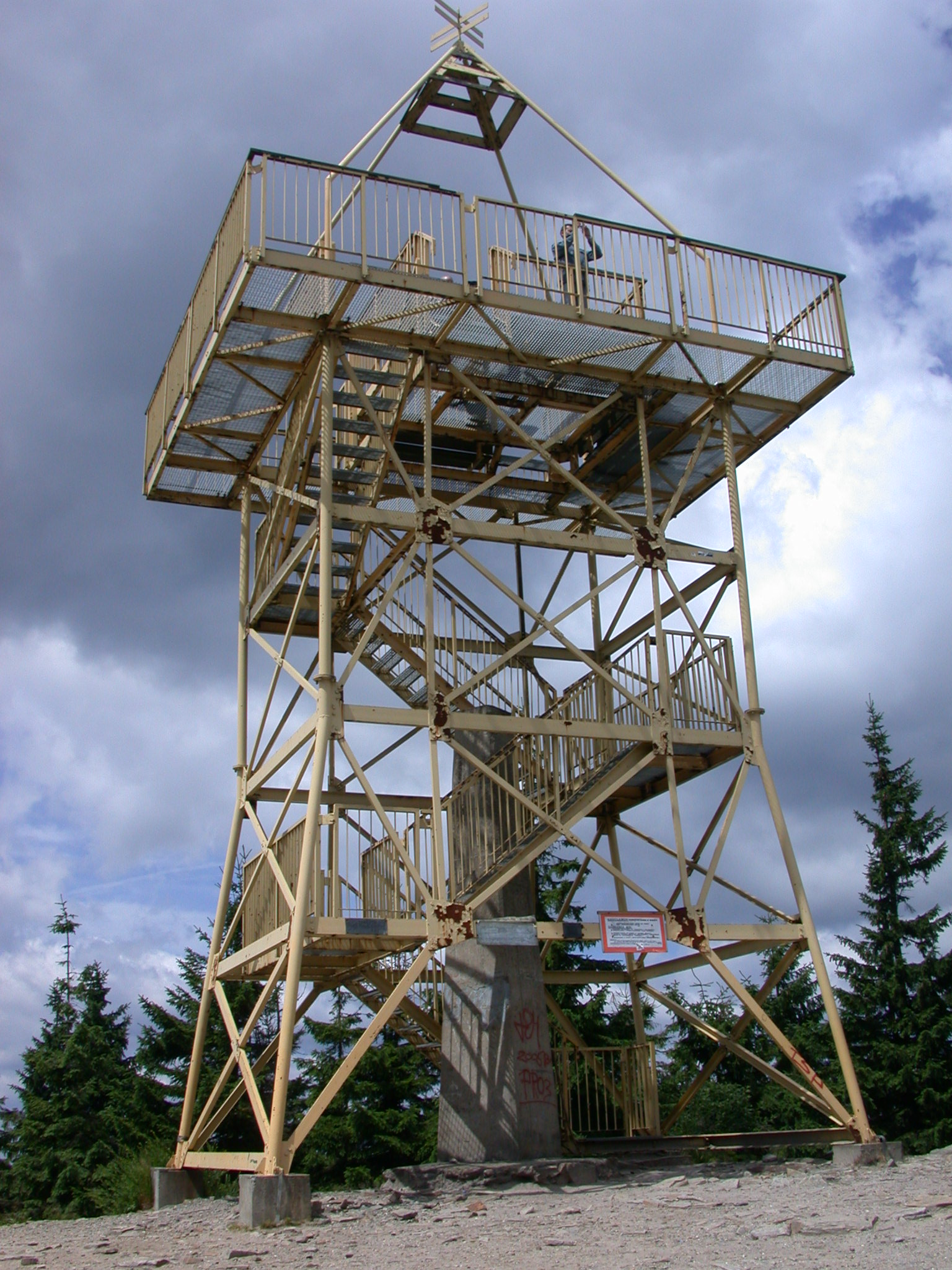
Földmérési alappont a hegy csúcsán
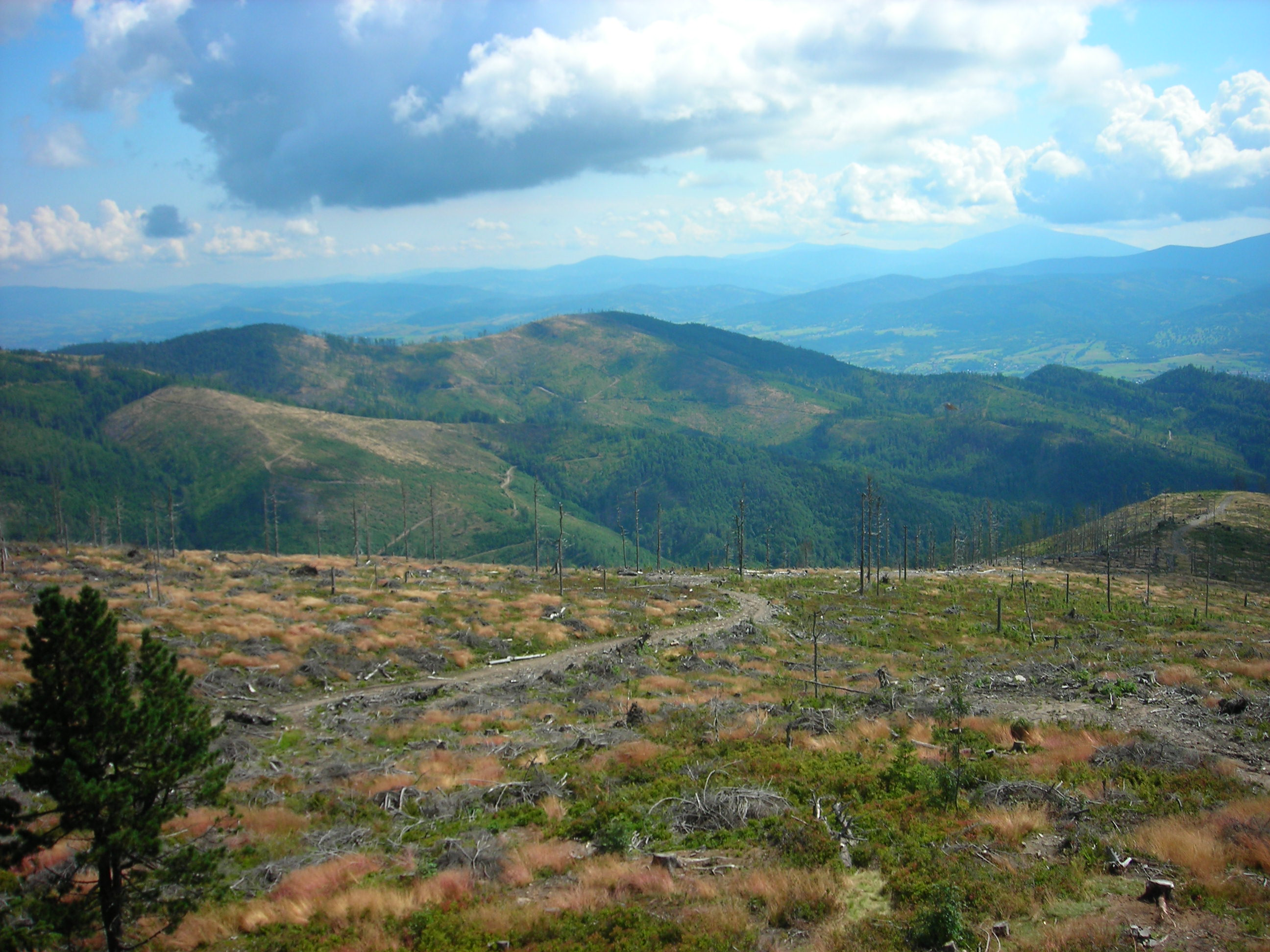
A toronyból látható panoráma
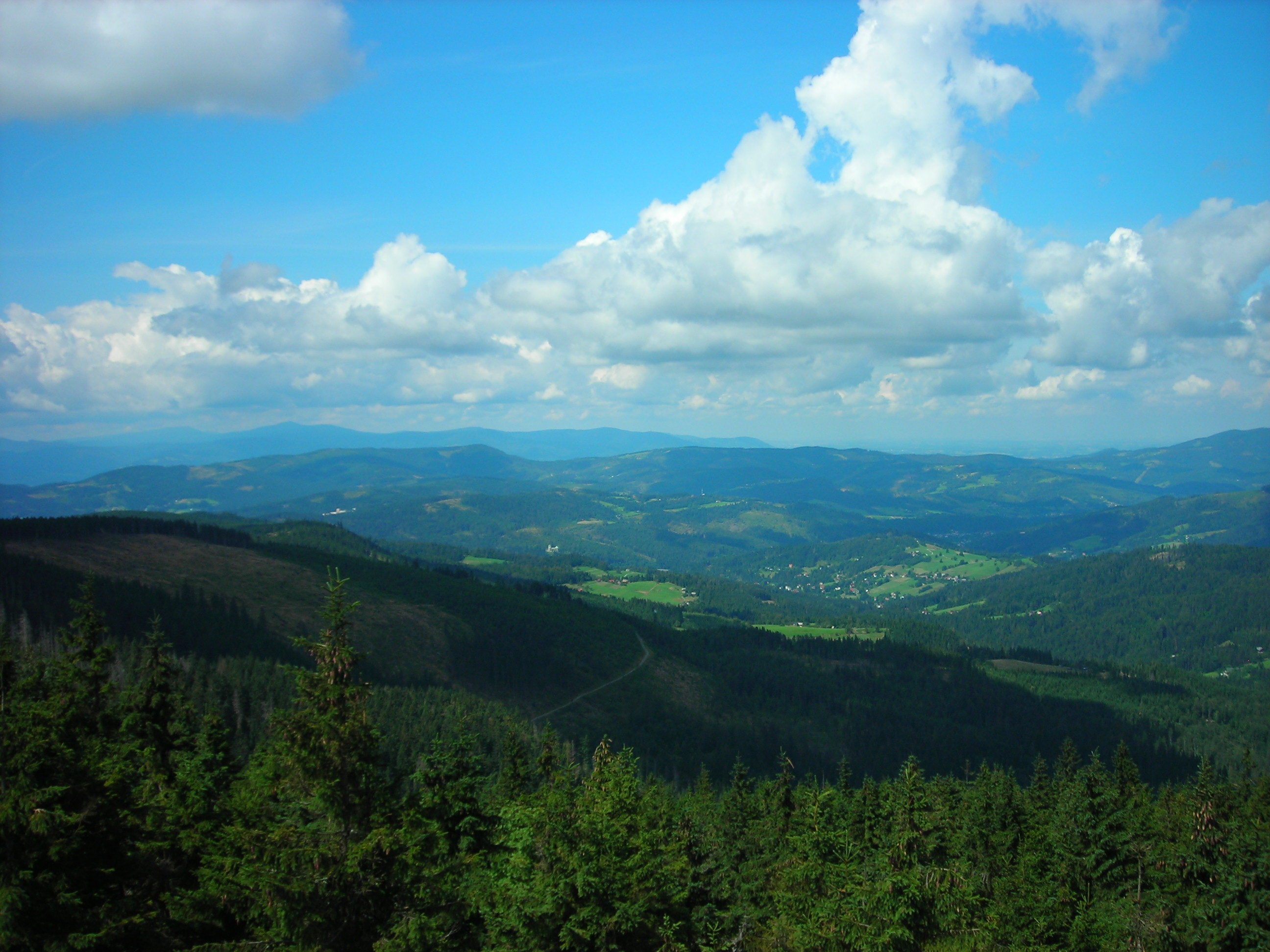
A toronyból látható panoráma Wisła irányában

## Fordítás
Ez a szócikk részben vagy egészben  a   Barania Góra című angol Wikipédia-szócikk ezen változatának fordításán alapul.  Az eredeti cikk szerkesztőit annak laptörténete sorolja fel. Ez a jelzés csupán a megfogalmazás eredetét és a szerzői jogokat jelzi, nem szolgál a cikkben szereplő információk forrásmegjelöléseként.